# Puslinch (Ontario)
Puslinch to gmina (ang. township) w Kanadzie, w prowincji Ontario, w hrabstwie Wellington.
Powierzchnia Puslinch to 214,43 km².
Według danych spisu powszechnego z roku 2001 Puslinch liczy 5885 mieszkańców (27,44 os./km²).